# Rhadinaea montana
Rhadinaea montana là một loài rắn trong họ Rắn nước. Loài này được Smith mô tả khoa học đầu tiên năm 1944.